# Кагарлик (Голованівський район)
Кагарли́к — село в Україні, у Новоархангельській селищній громаді Голованівського району Кіровоградської області. Населення становить 37 осіб.

## Населення
Згідно з переписом УРСР 1989 року чисельність наявного населення села становила 106 осіб, з яких 41 чоловік та 65 жінок.
За переписом населення України 2001 року в селі мешкало 37 осіб.

### Мова
Розподіл населення за рідною мовою за даними перепису 2001 року:
| Мова       | Відсоток |
| ---------- | -------- |
| українська | 91,89 %  |
| молдовська | 2,70 %   |
| російська  | 2,70 %   |
| інші       | 2,71 %   |